# Sciara antonovae
Sciara antonovae är en tvåvingeart som beskrevs av Werner Mohrig 1991. Sciara antonovae ingår i släktet Sciara och familjen sorgmyggor. Inga underarter finns listade i Catalogue of Life.